# Gaspar Casal
 (avril 2023).
Pour les articles homonymes, voir Casal.
Gaspar Casal Julián (Gérone, 1680 - Madrid, 1759) est un médecin et épidémiologiste espagnol. Il fut le premier à décrire le soi-disant «mal de la rosa », une maladie actuellement connue sous le nom de pellagre.

## Biographie
Casal est né à Gérone en Catalogne, il est l'enfant de Federico Casal y Dajón et Magdalena Julián. Il grandit à Utrillas (Teruel) et aurait fait son apprentissage à Atienza (Guadalajara)chez Juan Manuel Rodríguez de Lima, apothicaire du pape Innocent XI. Il pratique la médecine à Oviedo de 1720 à 1751, date à laquelle il déménage à Madrid pour servir comme le médecin du roi Ferdinand VI. Il est devenu ami avec frère Benito Jerónimo Feijoo et frère Martín Sarmiento qui l'ont encouragé dans ses études. Il a décrit la pellagre dans un livre publié en 1762, l'appelant mal de la rosa en raison de l'éruption rouge observée sur les mains et les pieds des personnes atteintes. Son Historia affectionum quarundam regionis hujus familiarum décrit la gale et son traitement à l'aide d'une pommade au soufre. Il a écrit Historia Natural y Médica del Principado de Asturias  (Histoire naturelle et medicale de la Principauté des Asturies) qui a été publiée à titre posthume en 1762 ,,
La pellagre a été observée pour la première fois en 1735 par Gaspar Casal en Espagne dans la région d'Oviedo. Cette maladie connue localement sous l'appellation de « mal de la rosa » ne figurait dans aucun des écrits des auteurs anciens : ni Hippocrate, ni Galien, ni même Avicenne n'en rapportent l'existence. Les observations de Casal, qui constituent la première description moderne d'un syndrome, ne furent rendues publiques qu'en 1762 après la publication posthume de son Histoire naturelle et médicale de la Principauté des Asturies (son seul ouvrage). Le travail de Casal — qui fut médecin de Philippe V — passa inaperçu des médecins espagnols, et ce n'est que vers 1800 que d'autres cas de pellagre seront rapportés en Espagne. Un médecin français, François Thierry, qui avait séjourné en Espagne, se fit l'écho des réflexions de Casal dans un écrit paru en 1755.
En dehors de l'Espagne, un important foyer se trouve alors en Italie où des cas sont rapportés sous des appellations locales diverses, notamment en 1740 par Pujati qui la rapproche alors du scorbut. Mais c'est à Francesco Frapolli que l'on doit une description de la maladie et la diffusion de sa connaissance : en 1771, indépendamment des travaux de Casal ou de Thierry qu'il ignore, Francesco Frapolli décrit une maladie qu'il nomme pellagre d'après l'appellation, pellagra, déjà en usage dans la plaine du Pô ; formé  sur le modèle de podagre, pellagra (pelle agra = peau aigre), formé sur le latin pellis, peau. En 1830, d'après un recensement, dans plusieurs endroits du nord de l'Italie, 5 % de la population en était affectée.
Assez tôt l'apparition de la maladie a pu être corrélée avec la consommation de maïs, sans toutefois que la nature du lien soit alors comprise : Casal avait déjà relevé la prévalence de la consommation de maïs dans la région où sévissait la pellagre, et Frapolli désigna même la consommation de maïs, ainsi que l'exposition au soleil, comme la cause de la maladie.